# شمعي المنقار الخزامي
شمعي المنقار الخزامي (الاسم العلمي: Estrilda caerulescens) (بالإنجليزية: Lavender Waxbill)‏ هو نوع من الطيور يتبع جنس شمعي المنقار من فصيلة شمعية المنقار.